# Epson PX 4
Epson PX 4 (PX 4 / HC 40) је био преносиви рачунар фирме Epson који је почео да се производи у Јапану од 1984. године.
Користио је uPD 70008 ( компатибилан) као микропроцесор. RAM меморија рачунара је имала капацитет од 64 KB (64 кбит CMOS D-RAM x 8). 
Као оперативни систем кориштен је CP/M (са диск јединицама).

## Детаљни подаци
Детаљнији подаци о рачунару PX 4 су дати у табели испод.
|                       |                                                                 |
| [ 1 ]                 |                                                                 |
| Произвођач            |                                                                 |
| Тип                   | преносиви рачунар                                               |
| Меморија              | 64 KB: 64 кбит CMOS D-RAM x 8                                   |
| Поријекло             | Јапан                                                           |
| Година                | 1984                                                            |
| Тастатура             | тастатура са пуним помаком тастера (chicklet тастатура опциона) |
| Процесор              | 70008 ( компатибилан)                                           |
| Фреквенција процесора | 3,6864                                                          |
| RAM                   | 64 KB: 64 кбит CMOS D-RAM x 8                                   |
| ROM                   | 96 KB: 256 кбит CMOS ROM X 3                                    |
| Текст                 | 40 x 8                                                          |
| Графика               | 240 x 64                                                        |
| Боја                  | монохроматски показивач са текућим кристалом                    |
| Звук                  | мали звучник                                                    |
| Димензије             | величина А4                                                     |
| Портови               |                                                                 |
| Оперативни систем     | (са диск јединицама)                                            |